# 아카바촌
아카바촌(赤羽村)은 미에현 기타무로군에 설치되었던 촌이다. 현재의 기호쿠정 북부에 해당한다.